# Myriam Alió
Myriam Francheri Baglietto, conocida artísticamente como Myriam Alió (Buenos Aires, 8 de junio de 1930 - Barcelona, 26 de noviembre de 2018), fue una mezzosoprano y pedagoga argentino-catalana.

## Biografía
Nació el 8 de junio de 1930 en Buenos Aires. Era hija de Francisco Alió, compositor y folclorista de importancia en el renacimiento musical catalán; mientras que su madre era escultora. Artísticamente uso usado el apellido de la rama materna de su padre, proveniente de la familia Alió de Barcelona. De chica estudio historia del arte, literatura y filosofía; también comenzó a estudiar danza, pero un accidente imposibilitó que pudiera continuar. Luego se inició en el canto por impulso de su madre. De esta forma, a lo largo de su vida estudió y perfeccionó su voz con distintas personalidades, como Eduviges Ghibaudo en Roma; Arturo Wolken en Buenos Aires; Pierre Bernac en París; Jeanine Micheau y Anton Dermota en los cursos Francisco Viñas con Dolors Frau y Conxita Badia en Barcelona.
En 1965 obtuvo el primer premio en el Concurso Internacional de Canto UFAM realizado en París; así como el premio Hilda Roosevelt a la mejor mezzosoprano. En esta época realizó numerosos recitales de lied y ópera clásica con su marido, el pianista y compositor catalán Manuel García Morante. Se dedicó también a la docencia y fue catedrática del Conservatorio de Barcelona entre 1975 y 1995, donde fue profesora, entre otros, de Montserrat Torruella. También se dedicó a brindar orientación a conjuntos corales y personas con problemas de rehabilitación.
Como producto de su experiencia como cantante y docente, escribió dos libros donde analiza el uso de la voz, especialmente en el canto, orientado a cantantes, docentes y profesionales que utilizan la voz como herramienta principal: Reflexiones sobre la voz (1983) y Los espacios de la voz (1995).
Falleció el 26 de noviembre de 2018 en la ciudad de Barcelona donde vivía.

## Discografía
En 1984 grabó un CD de canciones sefardíes, acompañada al piano por su marido Manuel García Morante.